# 圣艾尼昂 (萨尔特省)
圣艾尼昂（法語：Saint-Aignan，法語發音：[sɛ̃.t‿ɛɲɑ̃]）是法国萨尔特省的一个市镇，属于马梅尔斯区。

## 地理
圣艾尼昂（48°12'57"N, 0°20'34"E）面积15.13 平方千米，位于法国卢瓦尔河地区大区萨尔特省，该省份为法国西北部内陆省份，北起顺时针与奥恩省、厄尔-卢瓦省、卢瓦-谢尔省、安德尔-卢瓦尔省、曼恩-卢瓦尔省和马耶讷省接壤，是法国大西部的入口，连接卢瓦尔河谷、布列塔尼和巴黎盆地。
与圣艾尼昂接壤的市镇（或旧市镇、城区）包括：库尔瑟蒙、布里奥讷莱萨布勒、库尔西瓦勒、若泽、梅济耶尔叙蓬图安、珀赖、马罗勒莱布罗。

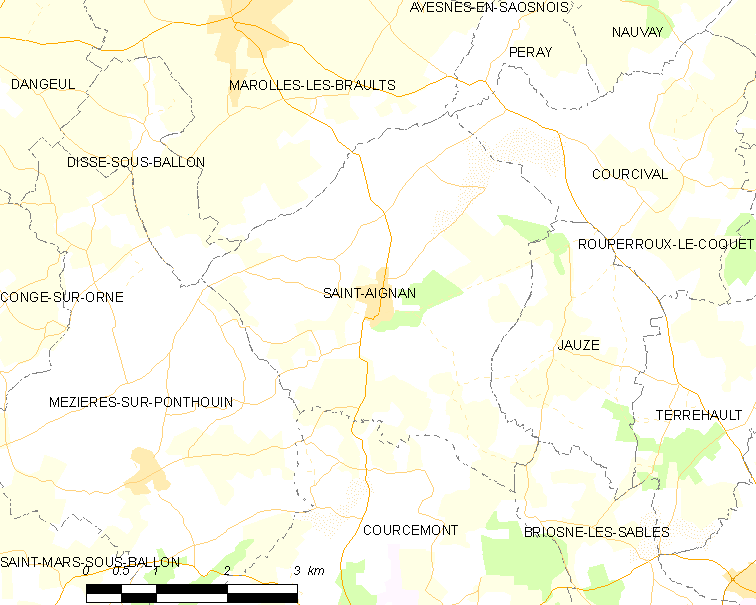
的OSM定位图

圣艾尼昂的时区为UTC+01:00、UTC+02:00（夏令时）。

## 行政
圣艾尼昂的邮政编码为72110，INSEE市镇编码为72265。

## 政治
圣艾尼昂所属的省级选区为马梅尔斯县。

## 人口

1962-2008年间人口变化图示

圣艾尼昂于2022年1月1日时的人口数量为246人。